# Tipula (Pterelachisus) vivax
Tipula (Pterelachisus) vivax is een tweevleugelige uit de familie langpootmuggen (Tipulidae). De soort komt voor in het Palearctisch gebied.